# Vladimír Müller
Vladimír Müller (ur. 23 października 1950 w Pradze) – czeski matematyk zajmujący się teorią operatorów.

## Życiorys
W latach 1968–1973 studiował na Wydziale Matematyki i Fizyki Uniwersytetu Karola w Pradze. W latach 1983–1985 jako profesor wizytujący pracował na Uniwersytecie Federalnym w Nigerii, a w latach 1995–1996 w Georgia Institute of Technology. W latach 1991–1992 w ramach stypendium Humbolta pracował na Uniwersytecie Kraju Saary.  Od 1975 roku jest pracownikiem naukowym w Instytucie Matematyki Czeskiej Akademii Nauk. Autor około 150 publikacji naukowych. Od 2006 roku profesor zwyczajny Uniwersytetu Śląskiego w Opawie.